# 2009 en natation
| Années de la natation : 2006 - 2007 - 2008 - 2009 - 2010 - 2011 - 2012    |
| Décennies de la natation : 1970 - 1980 - 1990 - 2000 - 2010 - 2020 - 2030 |

Cette page présente les principaux évènements survenus entre le 1er janvier 2009 et le 31 décembre 2009 en natation.

## Compétitions

### Championnats internationaux
- Championnats du monde de natation 2009[1] : à Rome, 18 juillet au 2 août 2009.
- Championnats du monde de nage en eau libre 2009 : à Ostie, du 19 au 25 juillet 2009.

### Championnats continentaux
- Championnats d'Europe de natation juniors 2009 : à Prague, du 8 au 12 juillet 2009.
- Championnats d'Europe en petit bassin 2009 : à Istanbul, du 10 au 13 décembre 2009.

### Autres
- Championnats pan-pacifiques juniors 2009[2] : à Guam, du 8 au 12 janvier 2009.
- Jeux méditerranéens 2009 : à Pescara, du 26 au 30 juin 2009.
- Universiades d'été 2009 : à Belgrade, du 1er au 12 juillet 2009.
- Meeting international de l'océan Indien 2009 : à Saint-Paul, 26 au 28 décembre 2009.

### Championnats nationaux
Liste non exhaustive des championnats nationaux organisés en 2009.

#### Grand bassin
- du 3 au 8 mars 2009 : Championnats d'Italie, à Riccione[Résu. 1]
- du 16 au 20 mars 2009 : Championnats de Grande-Bretagne, à Sheffield[Résu. 2].
- du 17 au 22 mars 2009 : Championnats d'Australie, à Sydney[Résu. 3].
- du 1er au 5 avril 2009 : Championnats de Nouvelle-Zélande, à Christchurch[Résu. 4].
- du 3 au 6 avril 2009 : Championnats d'Espagne, à Malaga[Résu. 5].
- du 6 au 13 avril 2009 : Championnats de Chine, à Shaoxing.
- du 8 au 12 avril 2009 : Championnats du Danemark, à Esbjerg.
- du 14 au 19 avril 2009 : Championnats d'Afrique du Sud, à Durban[Résu. 6].
- du 16 au 19 avril 2009 : Championnats du Japon, à Hamamatsu[Résu. 7].
- du 22 au 26 avril 2009 : Championnats de France, à Montpellier.
- du 25 au 29 avril 2009 : Championnats du Mexique, à Tijuana.
- du 25 au 30 avril 2009 : Championnats de Russie, à Moscou.
- du 1er au 3 mai 2009 : Championnats de Belgique, à Anvers[Résu. 8]
- du 5 au 10 mai 2009 : Championnats du Brésil, à Rio de Janeiro[Résu. 9].
- du 12 au 14 juin 2009 : Championnats des Pays-Bas, à Eindhoven.
- du 13 au 14 juin 2009 : Championnats du Luxembourg, à Luxembourg.

#### Petit bassin
- du 11 au 14 mars 2009 : Championnats du Canada, à Toronto.
- du 21 au 22 février 2009 : Championnats du Japon, à Tokyo[3].
- du 8 au 12 août 2009 : Championnats d'Australie, à Hobart.
- du 4 au 6 décembre 2009 : Championnats de France, à Chartres.
- du 10 au 12 décembre 2009 : Championnats de Nouvelle-Zélande d'été[4], à Wellington.
- du 18 au 20 décembre 2009 : Championnats des Pays-Bas, à ?.

#### En eau libre
- du 31 janvier au 1er février 2009 : Championnats de Nouvelle-Zélande de nage en eau libre 2009[4], à Wellington.

## Faits divers
- 5 février : l'USA Swimming, la fédération américaine de natation, suspend Michael Phelps de toute compétition, pour une durée de trois mois, à la suite de la publication d'une photo du nageur, en novembre 2008 dans le tabloïd britannique News of the world, le montrant avec une pipe à eau en verre destinée à inhaler du cannabis[5]. Dans son communiqué, l'USA Swimming estime qu'il ne s'agit pas de sanctionner une conduite de dopage, mais d'envoyer un message fort à la star américaine, considérée comme un modèle pour la jeunesse. Via son agence Octogon, il déclare regretter son comportement et admet avoir manqué de discernement[6].

- 14 mars : la Fédération internationale (FINA) adopte la Charte de Dubaï réglementant le port des combinaisons de natation.
- 10 mai : l'Australie remporte le premier Duel in the Pool organisé contre le Japon en s'imposant 167 points contre 162 à Canberra.
- 19 mai : réunie à Lausanne, la commission de la FINA publie pour la première fois une liste des combinaisons homologuées. Sur les 348 tenues de 21 confectionneurs étudiées, 202 ont obtenu l'aval des autorités internationales, 10 sont rejetées et 136 doivent être modifiées et suivre les exigences de la charte de Dubaï[7].
- 22 juin : la FINA publie une nouvelle liste des combinaisons homologuées. Elle valide des tenues pourtant rejetées le 19 mai dont une de l'équipementier italien Jaked, à l'origine de nombreuses discussions par rapport à sa constitution 100 % polyuréthane. La fédération annule par ailleurs six records du monde dont celui du 100 mètres nage libre du Français Alain Bernard. La décision provoque de vives réactions[8].
- 19 juillet : la FINA a annoncé à Rome, lors des championnats du monde de natation 2009, l'attribution de l'organisation des championnats du monde 2013 à Dubaï. Déjà choisie pour être la ville-hôte des championnats du monde de natation en petit bassin 2010, sa candidature a été préférée aux deux autres villes concurrentes de Hambourg et de Moscou[9].
- 24 juillet : Lors de son congrès tenu à Rome, en marge des championnats du monde, la FINA a élu son président en la personne de Julio Maglione, un Uruguayen. Trésorier dans l'ancien bureau, il succède à Mustapha Larfaoui[10].

## Récompenses
- Nageurs de l'année pour le Swimming World Magazine[11] :

|  | - Nageur mondial de l'année : Michael Phelps - Nageur américain de l'année : Michael Phelps - Nageur européen de l'année : Paul Biedermann - Nageur africain de l'année : Oussama Mellouli et Cameron van der Burgh - Nageur du bassin pacifique de l'année : Zhang Lin - Nageur en eau libre de l'année : Thomas Lurz - Nageur handicapé de l'année : Daniel Dias | - Nageuse mondiale de l'année : Federica Pellegrini - Nageuse américaine de l'année : Ariana Kukors et Rebecca Soni - Nageuse européenne de l'année : Federica Pellegrini - Nageuse africaine de l'année : Kirsty Coventry - Nageuse du bassin pacifique de l'année : Jessicah Schipper - Nageuse en eau libre de l'année : Keri-Anne Payne - Nageuse handicapée de l'année : Mallory Weggemann |

- Meilleurs nageurs européens de l'année selon la Ligue européenne de natation[12]
  - natation sportive : Paul Biedermann et Britta Steffen
  - plongeon : Tom Daley et Tania Cagnotto
  - nage en eau libre : Thomas Lurz et Angela Maurer
  - natation synchronisée : Natalia Ishchenko
  - water-polo : Filip Filipović et Iefke van Belkum

## Records du monde battus
Au 11 mai 2009, 18 records du monde ont été battus dont 15 en grand bassin. Plusieurs d'entre eux doivent toutefois être homologués par la Fédération internationale.

### Grand bassin (50 m)

#### Mars
- 8 mars : en 1 min 54 s 47, l'Italienne Federica Pellegrini améliore de 35 centièmes de seconde son propre record planétaire du 200 m nage libre lors des Championnats d'Italie à Riccione.
- 16 mars : la Britannique Joanne Jackson s'empare du record du monde du 400 m nage libre lors de ses championnats nationaux. Elle enlève 87 centièmes de seconde au précédent temps de référence de l'Italienne Federica Pellegrini.

#### Avril
- 5 avril  : en 22 s 43, l'Espagnol Rafael Muñoz Pérez bat le record du monde du 50 m papillon lors des demi-finales des Championnats d'Espagne disputés à Malaga[14]. Le précédent record était détenu par le Sud-Africain Roland Mark Schoeman, avec le temps de 22 s 96 réalisé le 25 juillet 2005 à Montréal, en finale des Championnats du monde[15].
- 9 avril : la Chinoise Zhao Jing égale le record du monde du 50 mètres dos de l'Australienne Sophie Edington lors des Championnats de Chine tenus à Shaoxing, en 27 s 67.
- 18 avril : en 27 s 06, le Sud-Africain Cameron van der Burgh bat le record du monde du 50 m brasse en demi-finale des Championnats d'Afrique du Sud, disputés à Durban[16]. Le précédent record était détenu par Oleg Lisogor, avec le temps de 27 s 18 réalisé le 2 août 2002 à Berlin, en finale des Championnats d'Europe.
- 19 avril : la Néerlandaise Marleen Veldhuis améliore successivement le record du monde du 50 m papillon et celui du 50 m nage libre lors de la Coupe d'Amsterdam. Sur 50 m papillon, en 25 s 33, elle enlève 13 centièmes de seconde au record jusqu'alors détenu par la Suédoise Therese Alshammar alors que sur 50 m nage libre, en 23 s 96, elle ôte 1 centième de seconde au record de l'Australienne Libby Trickett établi en mars 2009[17].
- 23 avril : lors des Championnats de France 2009 organisés à Montpellier, le Français Alain Bernard devient le premier homme à nager le 100 m nage libre en moins de 47 secondes. En 46 s 94, il efface des tablettes le temps de l'Australien Eamon Sullivan, 47 s 05, établi en 2008, et s'empare du record du monde. Record du monde non homologué
- 26 avril : le Français Frédérick Bousquet est le premier homme à descendre sous les 21 secondes sur 50 mètres nage libre. Lors des Championnats de France, il remporte en effet le titre national en 20 s 94, 34 centièmes de secondes de moins que le record du monde de l'Australien Eamon Sullivan (21 s 28).
- 28 avril : la Russe Yulia Efimova bat à deux reprises le record du monde du 50 m brasse lors des Championnats de Russie à Moscou, en 30 s 23 puis 30 s 05. Record du monde non homologué
- 28 avril : la Russe Anastasia Zueva améliore par deux fois le record du monde du 50 m dos lors des Championnats de Russie à Moscou, en 27 s 48 puis 27 s 47. Record du monde non homologué

#### Mai
- 8 mai : le Brésilien Felipe França Silva établit un nouveau record du monde du 50 m brasse à l'occasion des Championnats du Brésil disputés à Rio de Janeiro. En 26 s 89, il est le premier nageur à descendre sous les 27 secondes sur l'épreuve puisque le précédent record était détenu depuis le 18 avril par le Sud-Africain Cameron van der Burgh en 27 s 06.
- 10 mai : lors du premier Duel in the Pool australo-japonais, le Nippon Ryosuke Irie bat le record du monde du 200 m dos en 1 min 52 s 86. La précédente référence avait été établie en août 2008 par l'Américain Ryan Lochte en 1 min 53 s 94. Record du monde non homologué

### Petit bassin (25 m)

#### Février
- 12 février : en 1 min 50 s 53, le Russe Nikolaï Skvortsov bat record du monde du 200 m papillon lors de la finale des championnats de Russie[18], disputés à Saint-Pétersbourg. Il détenait l'ancien record avec le temps de 1 min 50 s 60 réalisé le 13 décembre 2008, à Rijeka, lors de la finale des championnats d'Europe[19].
- 22 février : la Japonaise Sakai Shiho s'empare du record du monde du 100 mètres dos à l'occasion de l'Open du Japon organisé à Tokyo[20]. En 56 s 15, elle enlève 36 centièmes de seconde au temps de référence détenu depuis octobre 2007 par l'Américaine Natalie Coughlin[21].

#### Mars
- 14 mars : à l'occasion des championnats du Canada disputés à Toronto, la canadienne Annamay Pierse améliore le record du monde du 200 mètres brasse en 2 min 17 s 53. Elle remplace l'australienne Leisel Jones qui avait nagé l'épreuve en 2 min 17 s 75 lors d'une épreuve de coupe du monde en 2003[22].

## Décès
- 7 janvier : la Néerlandaise Puck Oversloot, âgée de 94 ans, médaillée olympique en relais en 1932[23].
- 13 avril : le Suédois Björn Borg, âgé de 89 ans, double champion d'Europe en nage libre en 1938 et membre de l'équipe olympique suédoise de natation en 1936[24].
- 28 mai : la Canadienne Betty Tancock, âgée de 98 ans, médaillée aux Jeux du Commonwealth en 1930 et membre de l'équipe olympique canadienne aux Jeux olympiques d'été de 1932 à Los Angeles[25].
- 10 juin : l'Américain Richard Quick, âgé de 66 ans, entraîneur de l'équipe olympique américaine de natation de 1984 à 2004[26].
- 14 juin : la Canadienne Angela Coughlan, âgée de 56 ans, médaillée olympique en relais en 1968 à Mexico[27].
- 2 août : le Japonais Hironoshin Furuhashi, âgé de 80 ans, auteur de multiples records du monde en nage libre au tournant des années 1940-1950 ; reconverti dans l'administration, il était vice-président de la FINA.